# Smučanje za hendikepirane na Zimskih olimpijskih igrah 1984
Smučanje za hendikepirane na Zimskih olimpijskih igrah 1984.

## Rezultati (demonstracijska disciplina)
| Tekma                      | Zlato           | Srebro              | Bron               |
| Amputirana ena noga        | Alexander Spitz | Reiner Bergman      | David Jamison      |
| Amputirana noga na kolenom | Markus Ramsauer | Josef Meusburger    | Bill Latimer       |
| Amputirana ena roka        | Paul Keukomm    | Dietmar Schweninger | Rolf Heinzmann     |
| Amputirani obe roki        | Lars Lundstroem | Felix Abele         | Cato Zahl Pedersen |